# Barwy achromatyczne
Barwy achromatyczne (barwy niekolorowe) – wszystkie barwy nieposiadające dominanty barwnej, a więc: biały, czarny oraz wszystkie stopnie szarości.
Każda barwa achromatyczna to zrównoważona mieszanina widzialnych fal elektromagnetycznych wywołująca u obserwatora, w bieżących warunkach obserwacji, wrażenie psychiczne braku odcienia któregokolwiek z kolorów (przy czym teoretycznie barwę czarną należy traktować jako w ogóle brak jakichkolwiek fal). Dla utworzenia szarości lub bieli wystarczą trzy dowolne (jeżeli uwzględnić odejmowanie barw A - B = C ⇔ A = C + B) barwy proste zmieszane w odpowiednich proporcjach. Dla wielu barw prostych istnieje też określona barwa prosta, która zmieszana z początkową w odpowiednich proporcjach, da barwę achromatyczną. Jest to szczególny przypadek barw dopełniających. Zarówno w przypadku addytywnego mieszania barw RGB, jak i mieszania subtraktywnego CMY wszystkie 3 barwy składowe muszą mieć taką samą wartość. Barwy te znajdują się na głównej przekątnej sześcianu RGB/CMY, czyli na odcinku łączącym wierzchołki reprezentujące barwę czarną i białą, a więc o współrzędnych {(0, 0, 0), (100%, 100%, 100%)}. W przypadku przestrzeni barw HSL/HSB/HSV składowa S (nasycenie koloru, ang. Saturation) musi mieć wartość 0, zaś składowe H (odcień, barwa, ang. Hue) i L/B (jasność, ang. Lightness, Brightness) mogą przyjmować dowolną wartość, składowa H z przedziału od 0 do 2π, natomiast składowa L/B - z przedziału od 0 do 100%. Barwy te znajdują się na odcinku stożka HSL/HSB/HSV reprezentującym jego wysokość, a więc łączącym środek jego podstawy z wierzchołkiem.